# Marcel Uylenbroeck
Marcel Uylenbroeck (Drogenbos, 5 juni 1920 - Leuven, 2 oktober 1979) was een Belgisch rooms-katholiek priester en sociaal activist. Hij werd in 1947 tot priester gewijd. Hij was de adjudant van de toenmalige proost Jozef Cardijn, stichter van de jongerenbeweging Kristelijke Arbeidersjongeren, en een studiegenoot en persoonlijke vriend van paus Johannes Paulus II.
In 1967, onder paus Paulus VI, werd hij secretaris van de Pauselijke Raad voor de Leken in Rome. In 1972 werd hij tevens rector van Sint-Juliaan-der-Vlamingen. Naar verluidt wilde paus Johannes Paulus II hem in 1979 benoemen tot de opvolger van kardinaal Suenens als aartsbisschop van het aartsbisdom Mechelen-Brussel, maar hij moest die benoeming weigeren omdat hij kanker had waaraan hij later in dat jaar is overleden. Daarop stelde de paus Godfried Danneels aan als opvolger voor Suenens. Dit nieuws raakte pas in april 2011 bekend door een biografie die in dat jaar gepubliceerd werd over paus Johannes Paulus II geschreven door de historicus Andrea Riccardi, stichter van de Sint-Egidiusgemeenschap. Uylenbroeck speelde een belangrijke rol in de christelijke arbeidersbeweging.